# Шарль-Анн-Сіжисмон де Монморансі-Люксембург
Шарль-Анн-Сіжисмон де Монморансі (фр. Charles-Anne-Sigismond de Montmorency; 31 серпня 1721 — 21 липня 1777) — французький дворянин та генерал.

## Біографія
Син Шарля-Поля-Сіжисмона де Монморансі-Люксембурга та Анни-Анжеліки де Арлюс де Вертії.
Спочатку відомий як маркіз де Руаян, 18 квітня 1735 року вступив лейтенантом до Нормандського полку, і брав участь у кампанії на Рейні. У вересні отримав від батька титул герцога д'Олон, у жовтні бився під Клаузеном.
26 липня 1737 призначений полковником Сентонзького піхотного полку, командував ним у Баварській армії з березня 1742 по липень 1743 року, під час війни за Австрійську спадщину. Відзначився в багатьох боях, і закінчив кампанію 1743 року на Рейні.
8 червня 1744 року відставлений від командування Сентонзьким полком і призначений полковником Туренського полку, яким командував у Фландрії під керівництвом маршала Саксонського, взявши участь в облогах Менена, Іпра, Фюрна, і закінчивши кампанію в таборі Куртрі.
У 1745 брав участь в битві при Фонтенуа, і брав участь в облозі Турне, 1 травня був підвищений до звання бригадира. Служив при облогах цитаделі Турне, Ауденарде, Дендермонде та Ати.
У 1746—1747 роках в королівській армії у Фландрії, в жовтні 1746 бився в битві при Рокурі, в 1747 році при Лауфельді, і брав участь в облозі Берген-оп-Зома. У 1748 році воював при облозі Маастріхта, 10 травня був підвищений до звання табірного маршала, і в січні 1749 року залишив командування Туренського полку.
У Семирічну війну 1 травня 1757 року був направлений у Німецьку армію, брав участь у битві при Хастенбеку та окупації Ганновера. У листопаді повернувся до Франції, після чого вийшов у відставку.

## Сім'я
Перша дружина (22.10.1734): Марі-Етьєнетта де Буйон-Фервак (пом. 9.10.1749), дочка Анн-Жака де Буйон-Фервака, маркіза де Боннель
- Анн-Шарль-Сіжисмон де Монморансі-Люксембург (15.10.1737-13.10.1803), герцог де Піне-Люксембург і Шатіон. Дружина (9.04.1771): Мадлен Сюзанна Аделаїда де Вуайє де Польмі д'Аржансон (1752—1813), дочка Антуана Рене де Вуає д'Аржансона, маркіза де Польмі, та Сюзанни Фьо де Ламарш
- Анн-Поль-Еммануель-Сіжісмон де Монморансі-Люксембург (8.12.1742-1789), принц де Люксембург
- Бонн-Марі-Фелісіте де Монморансі-Люксембург (18.02.1739-15.02.1823). Чоловік (23.01.1754): герцог Арман-Луї де Серан (пом. 1822)

2-я дружина (2.06.1753): Аньєз де Мьот де Раванн (пом. 1.06.1756), вдова Матьє Рока де Ларошфуко, маркіза де Баєра
3-я дружина (12.1762): Марі-Жанна-Тереза де Л'Епіне-Мартевіль, вдова Жозефа-Моріса-Аннібаля де Монморансі-Люксембурга, суверенного графа де Люс.